# Äventyret (film, 1936)
Äventyret är en svensk komedifilm från 1936 i regi av Per-Axel Branner. I huvudrollerna ses Tutta Rolf, Karin Swanström, Sture Lagerwall, Håkan Westergren och Olof Winnerstrand.

## Handling
Hos den kände vetenskapsmannen greve Knut Lagercrona rustas det till bröllop för att grevens brorsdotter Heléne von Bohren, som efter sina föräldrars död bott i hans hem, skall gifta sig med den unge juristen Sebastian Lavenius, som är anställd på patentverket. En mycket snål och pedantisk person med någon feminin framtoning. Han har noggrant planlagt hela sitt liv efter tidtabell och predikar för Heléne att ”lyckan styrs av ordning och reda”.
Bruden är ganska dyster där hon står och provar brudklänningen, för hon hade egentligen velat ha sitt ungdomssvärmeri, Karl Henrik Lagercrona, som arbetar på svenska legationen i Paris. Heléne har fallit undan för grevinnans påtryckningar och tagit Sebastian. Men Karl Henrik har läst om bröllopet och funnit att hans kärlek till Heléne flammat upp på nytt. Han har tidigare skrivit brev till henne vilka förblivit obesvarade - föga anande om att hans intriganta mamma knyckt dem. Hon vill ha honom gift med någon som kan gynna hans diplomatiska karriär.
Karl-Henrik kommer hem strax innan bröllopet skall gå av stapeln. Heléne befinner sig på sitt rum och öppnar byrålådan för att än en gång blicka på Karl-Henriks porträtt som hon har gömt där. Då kommer han in i rummet. De upptäcker båda att de fortfarande älskar varandra. Sebastian knackar på och Karl-Henrik gömmer sig. Sebastian är bara där för att kontrollera tiden och tycker att hon inte ser lycklig ut. Därefter går han sin väg för att drilla brudnäbbarna. Karl-Henrik och Heléne ger sig iväg utan bli upptäckta. När Sebastian går upp igen hittar han bara hennes brudslöja på golvet och ett skrivet meddelande.
Karl-Henrik och Heléne tar tåget ut till Lyckhamra, där hennes farmor bor och vilken förberett ett rum för de nygifta. Hon kommer i landå till stationen och hälsar dem. Hon bjuder på middag med tända ljus. Karl-Henrik och Heléne kysser varandra och farmor ser vakande på. Senare på kvällen står de nyförälskade framför att gammalt linneskåp. Heléne plockar fram burkar med olika fruktinläggningar och läser på etiketterna. Allt är sinnliga påminnelser om olika perioder deras gamla kärlek.
Heléne går till sängs i brudgemaket medan Karl-Henrik lägger sig på en soffa utanför. Han trillar av den upptäcks av farmor som varit ute och plockat lavendelkvistar, för att placera på tröskeln utanför dörren till sängkammaren (för att en son skall avlas). Hon tvingar in honom i sängkammaren för att sova tillsammans med Heléne.
Morgonen därpå anländer Sebastian och ser påtagligt nervös ut. Han lyckas bevisa för farmor vem han är och att han är den rättmätige brudgummen. Han konfronteras med Karl-Henrik, vilken berättar om att han och Heléne varit hemligt förlovade och farmor måste stärka sig med konjak. Heléne bekänner för sin farmor att hon fortfarande upplever sig som hennes lilla älsklingsflicka där hon sitter vid hennes fötter. Hon berättar hur hon lurats till detta tänkta giftermål och om de stulna breven. Farmor måste medge att hon tycker bättre och bättre om Karl-Henrik. 
Sebastian som begett sig ut i trädgården blir strax stungen av en geting och måste komma in igen där Karl-Henrik lindar om hans finger. Strax därefter kommer också greven och grevinnan. Greven går med på att Heléne gifter sig med Karl-Henrik istället medan den intriganta grevinnan ger sig av i vredesmod. Farmor kan konstatera att det gud ske lov blev ett lyckligt slut på det här äventyret.

## Om filmen
Filmen premiärvisades den 5 oktober 1936 på biograf Spegeln vid Birger Jarlsgatan i Stockholm. Den spelades in i Filmstaden, Råsunda, med exteriörer från Höstsol i Täby av J. Julius. Som förlaga har man Étienne Rey, Gaston de Caillavet och Robert de Flers komedipjäs La belle aventure som uruppfördes på Théâtre du Vaudeville i Paris 1913, och med svensk premiär på Dramatiska Teatern 1915. Pjäsen har tidigare filmats under titeln Hans bröllopsnatt i regi av Mauritz Stiller 1915.
Carl Björkman framhöll i sin recension i Dagens Nyheter 6.10.1936  ett visst missnöje med ”försvenskningen” av denna pjäs men gav den ändå ett visst mått av godkännande. Detta hindrade honom inte från att senare infoga även denna film i sin samling av ”skräckexempel” i sitt inledningsaförande vid Konserthusdebatten om svensk film 1937.

## Rollista i urval
- Karin Swanström – farmor, änkefru von Boren på Lyckhamra
- Tutta Rolf – Helene von Boren, hennes sondotter
- Elsa Carlsson – grevinnan Lagercrona
- Olof Winnerstrand – greve Knut Lagercrona, hennes man, Helenes morbror
- Sture Lagerwall – Sebastian Lavenius, amanuens på Patentverket
- Håkan Westergren – Karl Henrik Lagercrona, greveparet Lagercronas son, attaché på legationen i Paris
- Frida Winnerstrand – friherrinnan von Ackerman
- Irma Christenson – Daisy, hennes dotter
- Elsa Ebbesen – Tilda, änkefru von Borens hushållerska
- Anna-Stina Wåglund – Helenes sömmerska
- Hjördis Petterson – den fyra gånger omgifta frun
- Carl Ström – Lönnvall, generaldirektör
- Carl Winsberg – Lundberg, änkefru von Borens trädgårdsmästare
- John Westin – Karlsson, betjänt hos Lagercrona
- Olav Riégo – präst

## Musik i filmen
- Bröllopet på Ulfåsa. Bröllopsmarsch, kompositör August Söderman, instrumental.